# Vincent Durand (football)
Ne doit pas être confondu avec Vincent Durand (archéologue).
Vincent Durand, né le 17 mai 1984 à Niort, est un footballeur français.

## Biographie
Durand intègre l'équipe professionnelle des Chamois niortais en 2004. Il est un des titulaires réguliers de l'équipe lors du titre de champion de National de Niort en 2006. Après une saison 2006-2007 en demi-teinte, il ne joue aucune rencontre de la première partie de la saison 2007-2008 et s'engage avec le Football Club de Martigues en janvier 2008, terminant le championnat avec cette équipe.
Après une saison au Paris Football Club, il retourne à Niort pour aider le club, jouant alors en CFA. En trois saisons, le club connaît deux montées dont un titre de champion de CFA en 2010. Durand refoule une pelouse de Ligue 2, en 2012-2013, et joue vingt matchs au niveau professionnel.
Il quitte l'équipe au terme de cette saison et s'engage à l'USJA Carquefou où il ne reste qu'une seule saison. Il s'engage, en 2014, avec le CS Sedan Ardennes, et est sacré champion de CFA avec le club ardennais dès sa première saison. Il est promu capitaine de l'équipe pour la saison 2015-2016.

## Palmarès
- Champion de France National en 2006 avec les Chamois niortais
- Champion de France amateur (Groupe C) en 2010 avec les Chamois niortais
- Champion de France amateur (Groupe A) en 2015 avec le CS Sedan Ardennes

Champion inter- entreprises 2019 avec IMA A-S